# Ентропія

Ілюстрація самочинного нерівноважного процесу в ізольованій системі. Після зняття перегородки газ розповсюджується у всьому об'ємі, переходить із впорядкованого стану (всі частинки ліворуч) до безладу (всі частинки будь-де). При такому процесі ентропія зростає.

Ентропія {\displaystyle S} — фізична величина, яку використовують для опису  термодинамічної системи, та є однією з основних термодинамічних величин. Ентропія є  функцією стану термодинамічної системи і широко використовується в термодинаміці, в тому числі  технічній (аналіз роботи  теплових машин і холодильних установок) і  хімічній (розрахунок  рівноваги хімічних реакцій). Твердження про існування і зростання ентропії та перелік її властивостей складають зміст  другого закону термодинаміки. Значущість цієї величини для фізики обумовлена тим, що поряд з  температурою, її використовують для опису термічних явищ і термічних властивостей макроскопічних об'єктів. Ентропію також називають мірою хаосу.
У статистичній механіці ентропія є широкою властивістю термодинамічної системи. Вона тісно пов'язана з кількістю Ω мікроскопічних конфігурацій (відомих як мікростани), які відповідають макроскопічним величинам, що характеризують систему (наприклад, її об'єм, тиск і температура). Ентропія виражає число Ω різних конфігурацій, яке може прийняти система, визначена макроскопічними змінними. За припущенням, що кожен мікростан однаково ймовірний, ентропія S є натуральним логарифмом кількості мікростанів, помножених на сталу Больцмана.
Макроскопічні системи зазвичай мають дуже велику кількість Ω можливих мікроскопічних конфігурацій. Наприклад, ентропія ідеального газу пропорційна кількості молекул газу N. Кількість молекул у двадцяти літрах газу за кімнатної температури та атмосферному тиску, дорівнює приблизно числу Авогадро.
Другий закон термодинаміки говорить, що ентропія ізольованої системи ніколи не зменшується з часом. Ізольовані системи стихійно розвиваються до термодинамічної рівноваги, стану з максимальною ентропією. Неізольовані системи, такі як організми, можуть втратити ентропію за умови, що ентропія їхнього середовища зростатиме щонайменше на таку кількість, щоби загальна ентропія зростала. Тому загальна ентропія у Всесвіті зростає. Ентропія — це функція стану системи, тому зміна ентропії системи визначається її початковим і кінцевим станами. В ідеалізації того, що процес є оборотним, ентропія не змінюється, тоді як незворотні процеси завжди збільшують загальну ентропію.
Оскільки це визначається кількістю випадкових мікростанів, ентропія пов'язана з кількістю додаткової інформації, потрібної для точного визначення  фізичного стану системи, враховуючи її макроскопічну специфікацію. З цієї причини часто говорять, що ентропія є вираженням безладу, або випадковості системи, чи відсутності інформації про неї. Концепція ентропії відіграє центральну роль в теорії інформації.

## Визначення ентропії
Ентропія {\displaystyle S} (en — в, всередину і trope або tropos — звернення, шлях; у цілому — звернення всередину) — функція стану термодинамічної системи, диференціал якої є повний диференціал {\displaystyle dS_{o}} у оборотних процесах, який дорівнює відношенню елементарної кількості підведеної ззовні теплоти {\displaystyle \delta Q_{o}} до абсолютної температури тіла (системи) {\displaystyle T}.
{\displaystyle dS_{o}={\frac {\delta Q_{o}}{T}}}
Нерівноважні процеси в ізольованій системі супроводжуються зростанням ентропії, вони наближають систему до стану рівноваги, в якому {\displaystyle S} максимальна. Поняття ентропія введено в 1865 Р. Клаузіусом. . Як вказано вище, ентропія є функцією стану термодинамічної системи. Це означає, що ентропія залежить від декількох незалежних параметрів, які однозначно визначають стан термодинамічної системи, але вона не залежить від того, яким шляхом був досягнутий цей стан.

## Фізичний сенс ентропії
Серед величин, що визначають стан системи, ентропія посідає особливе положення. Вона вирізняється своєю абстрактністю, фізичний зміст її не випливає безпосередньо з математичного виразу і не піддається простому інтуїтивному уявленню. Він може бути з'ясований при розгляді різних незворотних фізичних, хімічних, ядерних, біологічних та інших процесів, наприклад: тертя, електронагрів, нерівноважний теплообмін, дифузія, дисипація (розсіювання) енергії.
Слід зазначити, що робилися численні спроби уточнити фізичний сенс ентропії, які засновані на пошуках аналогій з іншими величинами, більш доступними безпосередньому сприйняттю. Наприклад, якщо уявити собі елементарну роботу як добуток сили на елементарне переміщення, то робота буде аналогом кількості тепла, сила ─ аналогом абсолютної температури, а переміщення ─ аналогом ентропії. В іншому варіанті елементарна робота може бути представлена добутком тиску на елементарний об'єм. В цьому випадку аналогом ентропії буде об'єм. Такі порівняння штучні і їхня користь для інтерпретації ентропії вельми сумнівна. Також неспроможна аналогія ентропії з теплоємністю тіла. Порівняємо вираз для питомої ентропії (тобто ентропії одиниці маси)
{\displaystyle ds={\frac {\delta q}{T}}}
з виразом питомої теплоємності
{\displaystyle c={\frac {\delta q}{dT}}}.
Подібність тут в однаковій розмірності: обидві величини є кількість тепла, віднесена до одиниці маси і одиниці температури. Однак, у формулі теплоємності температура входить в диференціальній формі, і її можна вимірювати в будь-якій температурній шкалі, а в разі ентропії — фігурує абсолютна температура {\displaystyle T}.

Якщо теплоємність можна уявити як кількість тепла, необхідного для нагрівання тіла масою 1 кг на один градус (Цельсія або Кельвіна), то ентропія по своїй суті являє собою ступінь незворотності, неідеальності реального термодинамічного процесу, міру дисипації (розсіювання) енергії, міру інфляції (знецінення) енергії в сенсі її придатності  для перетворення  в роботу. (Останнє твердження справедливо для звичайних систем з позитивною абсолютною температурою і не виконується в незвичайних системах з негативною абсолютною температурою).
Прирощення ентропії різних речовин при їх нагріві від абсолютного нуля до заданої температури можна обчислити, якщо знати теплоємність цих речовин за усіх температур, теплові ефекти й температури усіх фазових переходів у цьому інтервалі температур. Ейнштейн уявляв кристалічне тіло у вигляді системи незалежних гармонічних осциляторів, внаслідок чого частоти обчислювалися по формулі:
{\displaystyle v={\frac {1}{2\pi }}{\sqrt {\frac {k_{e}}{\mu }}},}
де {\displaystyle k_{e}} — силова стала осцилятора (різна для різних речовин), {\displaystyle \mu } — приведена маса осцилятора.
Рівномірний розподіл енергії по ступеням вільності відповідає моделі кристалічного тіла. Таким чином, кожний атом у кристалі є трьохвимірний гармонічний осцилятор із шістьма ступенями вільності. Це призводить до двохкратного перевищення теплоємностей кристалів теплоємностей ідеальних газів, які мають лише три ступеня вільності (поступальний рух).
М.Планк висловив припущення, яке пізніше назвали аксіомою, відповідно до якої: "ентропія правильно утвореного кристалу будь-якої індивідуальної речовини (простої речовини або сполуки у чистому вигляді) за абсолютного нуля дорівнює нулю. Якщо речовина за температури {\displaystyle T} знаходиться у газоподібному стані, то його абсолютна ентропія може бути обчислена по формулі
{\displaystyle S_{T}^{\mathrm {o} }=\int _{0}^{T}{\frac {C_{p,T}}{T}}dT+\int _{T'}^{\text{пер.}}{\frac {C_{p,T}}{T}}dT+{\frac {\Delta H_{\text{пер.}}}{T_{\text{пер.}}}}+\int _{\text{пер.}}^{\text{плав.}}{\frac {C_{p,T}}{T}}dT+{\frac {\Delta H_{\text{плав.}}}{T_{\text{плав.}}}}+\int _{\text{плав.}}^{\text{кип.}}{\frac {C_{p,T}}{T}}dT+{\frac {\Delta H}{T_{\text{кип.}}}}+\int _{T_{\text{кип.}}}^{T}{\frac {C_{p,T}}{T}}dT+\Delta S_{\text{ід}}^{\mathrm {o} },}
де {\displaystyle T_{\text{пер.}}} та {\displaystyle \Delta H_{\text{пер.}}} — температура й теплота перетворення речовини з однієї кристалічної модифікації в інші (наприклад, ромбічної сірки у моноклінну), {\displaystyle \Delta S_{\text{ід}}^{\mathrm {o} }} — поправка на неідеальність газу (пари) за даної температури. Інші позначення є занальноприйнятими.

## Статистичне визначення ентропії: принцип Больцмана
У 1877 році Людвіг Больцман зрозумів зв'язок між ентропією системи та кількістю можливих «мікростанів» (мікроскопічних станів), якими може реалізуватися макроскопічний стан із заданими властивостями. Розглянемо, наприклад, ідеальний газ у посудині. Мікростан визначений як положення та імпульси кожного атома, з яких складається система. Братимемо до уваги тільки ті мікростани, для яких: (i) розташування всіх частинок не виходить за межі посудини, (ii) загальна енергія газу, що визначається як сума кінетичних енергій атомів, дорівнює певній величині. Больцман постулював що
{\displaystyle S=k_{B}\ln \Omega \,\!}
де константа kB=1,38·10−23 Дж/К відома тепер як стала Больцмана, а {\displaystyle \Omega } є числом мікроскопічних станів, можливих у заданому макроскопічному стані. Цей постулат, відомий як принцип Больцмана, може розцінюватися, як початок статистичної механіки, яка описує термодинамічні системи, використовуючи статистичну поведінку компонентів, із яких вони складаються. Принцип Больцмана зв'язує мікроскопічні властивості системи (Ω) з однією з її термодинамічних властивостей (S).
Згідно з визначенням Больцмана, ентропія є функцією стану. Більш того, оскільки (Ω) може бути тільки натуральним числом (1,2,3…), ентропія повинна бути додатною — виходячи з властивостей логарифма.
У разі дискретних станів квантової механіки підрахунок кількості станів не викликає проблем і проводиться звичайним чином. Складніше підрахувати кількість станів у рамках класичної механіки, в рамках якої мікроскопічний стан системи описується координатами {\displaystyle q_{i}} й імпульсами {\displaystyle p_{i}} окремих частинок, що пробігають неперервні значення. Для підрахунку станів у класичних системах фазовий простір розбивають на невеликі комірки із об'ємом, який відповідає зведеній сталій Планка. В такому випадку
{\displaystyle S=k_{B}\ln {\frac {1}{(2\pi \hbar )^{s}}}\int \prod _{i=1}^{s}dq_{i}dp_{i}},
де {\displaystyle s} — число незалежних координат, {\displaystyle \hbar } — зведена стала Планка, а інтегрування проводиться по об'єму фазового простору, який відповідає певному макроскопічному стану.

## Властивості ентропії
Ентропія є екстенсивною величиною (залежить від маси і об'єму системи), тому сумарна ентропія двох систем
{\displaystyle S=S_{1}+S_{2}}
Ентропія є функцією стану системи, її зміна не залежить від способу переходу з кінцевого стану у початковий:
{\displaystyle \Delta S=S_{f}-S_{i}},
якщо обидва стани рівноважні.
У самочинних процесах, які протікають в ізольованій системі, ентропія зростає (ΔS>0). Ця властивість є основою другого закону термодинаміки. Виходячи з означення ентропії за Больцманом, у самочинних процесах в ізольованій системі безладдя завжди зростає. Загалом, для довільної, не обов'язково ізольованої термодинамічної системи:
{\displaystyle \Delta S\geq {\frac {\Delta Q}{T}}},
де рівність виконується, за означенням, для рівноважних оборотних процесів.
Ентропія залишається сталою при рівноважних оборотних процесах в ізольованій системі, тобто системі, що не обмінюється ні енергією, ні частинками з іншими системами. У неізольованих термодинамічних системах зміна ентропії підпорядкована першому закону термодинаміки.
Процеси, що відбуваються зі сталою ентропією називаються ізоентропійними. Серед рівноважних процесів до таких належить адіабатичний процес. Ізоентропійними також можуть бути деякі нерівноважні процеси.

## Похідна від термодинамічних потенціалів
Ентропію можна визначити як похідну від термодинамічних потенціалів:
від вільної енергії Гельмгольца F
{\displaystyle S=-\left({\frac {\partial F}{\partial T}}\right)_{V}}
від вільної енергії Гіббса G
{\displaystyle S=-\left({\frac {\partial G}{\partial T}}\right)_{P}}.

## Третій закон термодинаміки
Феноменологічна термодинаміка визначає ентропію тільки з точністю до сталої. Означення Больцмана через число мікроскопічних станів знімає цю невизначеність. Зокрема, при абсолютному нулі температури фізична система перебуває в основному стані, який єдиний. Оскільки логарифм від 1 дорівнює нулю, то при наближенні до нуля температури ентропія повинна прямувати до нуля. Це твердження називають теоремою Нернста або третім законом термодинаміки. Виняток складають багатокомпонентні невпорядковані системи. Оскільки процеси впорядкування в них вимагають часу більшого від часу встановлення температури, то основний стан для них при наближенні температури до нуля не встановлюється, і ентропія прямує до сталої величини.

## Дотичні терміни
Ізоентропійність — незмінність ентропії;
Ізоентропійні процеси — зміна стану фізичної системи, коли не змінюється її ентропія.
Абсолютна ентропія — зміна ентропії речовини при її переході від абсолютного нуля до даної температури, розрахована з використанням третього закону термодинаміки за експериментальними калориметричними даними: температурними залежностями теплоємностей кожної з окремих фаз речовини.

## Новітні дослідження
Експериментальні дослідження австралійців у царині статистичної фізики (Australian National University) привели до встановлення флуктуаційної теореми, яка формулюється таким чином — протягом певного періоду часу ентропія в системі може зменшуватися. Це викликало широкий розголос у пресі в 2002 р. В підсумку, 2003 року відбулася конференція, присвячена ентропії, яка зазначила, що зменшення ентропії в системах розміром нанометр, тобто кілька молекул, не дозволяє створити вічний двигун, а лише доповнює 2-й закон термодинаміки для мікросистем.

## Інтернет-ресурси
- ЩО ТАКЕ ЕНТРОПІЯ?